# 王伟 (1967年)
王伟（1967年2月—），浙江桐庐人，汉族，中国民主同盟盟员。中华人民共和国政治人物、第十三届全国人民代表大会上海市代表。

## 生平
2018年，王伟被选为上海市出席第十三届全国人民代表大会代表。